# Nikolaus Pilly
Nikolaus Rudolf Pilly (* 6. Dezember 1930 in Călan, Königreich Rumänien) ist als Politiker Vertreter rumäniendeutscher Interessen in Rumänien. Der Metallurg ist Autor mehrerer Fachpublikationen. Als Musiker und Komponist erreichte er Bekanntheit mit dem Spiel der Singenden Säge.

## Leben

### Metallurg
Pilly entstammt der Volksgruppe der Siebenbürger Sachsen. 1945 besuchte er die technische Schule „Şcoala Tehnică Medie model UDR“ in Reșița. In den Folgejahren entwickelte sich der Metallurg zu einem Hochofenspezialist in der Stahlproduktion und leitete die Hochofenabteilung der Victoria-Werke in Călan. In dieser Funktion schrieb er verschiedene Publikationen und erhielt zehn Arbeitsauszeichnungen des Staatsrates Rumäniens.

### Politik
1968 war Pilly Mitglied im Büro des Rates der Werktätigen deutscher Nationalität. Zurzeit ist er der Vorsitzende des Demokratischen Forums der Deutschen in Rumänien in Călan, Kreis Hunedoara.

### Musik
Pilly spielte im Orchester der Mittelschule von Orșova die Geige. Er war Mitglied in dem ersten Männerchor des Dirigenten Ion Romanu. Er studierte das Geigenspiel im Arbeiterkonservatorium für Musik und Drama in Reșița, danach in Călan, wo er einen Schulchor leitete. Seit 1952 spielt Pilly auf der Singenden Säge. Mit seinen Aufführungen erreichte er Bekanntheit unter den Rumäniendeutschen. Er gründete und leitete den Deutschen Liederkranz in Călan von 1992 bis 2007. Seit seiner Pensionierung 1981 schrieb er über 200 Lieder und Balladen. Pilly führte eine Freundschaft mit dem Komponisten Walter Michael Klepper.

## Veröffentlichungen (Auswahl)
- Punerea corectă în funcţionare a furnalelor (Der ordnungsgemäße Betrieb der Hochöfen)
- Romanţe noi pe teme vechi cât lumea (Neue Romanzen sind alt wie die Welt, Teile I, II, und III)
- Liedersträußchen
- Heimweh im Frühling
- Zündet an das Licht
- Rose Im Schnee
- Einsamkeit
- Funcţionarea furnalelor cu intensitate de ardere mărită, mit I. Stoicoi
- Uzina „Victoria“ (1870 - 1980), (Das Werk „Victoria“) mit D. Frentoni
- Din istoria siderurgiei româneşti (Aus der Geschichte des rumänischen Stahls), mit I. Tripsa, A. Alexandrescu, I. Barbu, O. Hatarescu, Şt. Olteanu
- Sidermet Călan (1871 - 1971)
- Poezioare ocazionale și nu numai (Gelegenheitsgedichtchen und nicht nur).
- În calea uitării (Dem Vergessen entgegen)
- Făclia făcliilor (Fackel der Fackeln)
- Semințe literare (Literarische Samen), Mitverfasser
- Cu fața spre oameni Antologie de poezie, Mitverfasser
- Din istoricul uzinei metalurgice Călan (Aus dem Werdegang des Hüttenbetriebes in Călan)
- Caiet de muzica (Musikheft)
- La ceas de seara Poeyii öi poezioare (Zur Abendstunde Gedichte und Gedichtchen)
- Elaborarea fontei in furnal (Roheisenerzeugung im Hochofen)
- A fost odata la Batiz (Es war einmal in Batiz)
- Trei orase intr-o inima (Drei Städte in einem Herzen)
- Trei lalele intr-o glastra (Drei Tulpen in einer Vase)
- Cioburi de suflet (Seelensplitter, Mitverfasser)
- Intre prieteni (Zwischen Freunden), Antologie de poezie, Coordinator Daniel Lacatus